# 阿富汗人
阿富汗人（普什圖語：‎，羅馬化：afghanan；波斯语/達利語：‎，羅馬化：afghānhā ；波斯語：‎  ）指的是阿富汗国民或公民，或有阿富汗血统的人。阿富汗由多个民族构成，其中以普什图族、塔吉克族、哈扎拉族和乌兹别克族居多。阿富汗人使用的两种主要语言是普什图语和作为波斯语的阿富汗方言的达里语，许多阿富汗人都能同时流利地使用双语。  

## 延伸阅读
- Fikrat, Mohammad Asef; Umar, Suheyl. . Madelung, Wilferd; Daftary, Farhad  (编). . Brill Online. 2008. ISSN 1875-9831.